# Djoué
Djoué är en 175 km lång flod i Kongo-Brazzaville. Den rinner upp i departementet Pool, i den södra delen av landet, rinner därefter i huvudsak söderut och mynnar i Kongofloden i Brazzaville, 8 km sydväst om stadens centrum. Forsarna i det nedre loppet är ett Ramsarområde.